# Тисовський Олександр Васильович
Олекса́ндр Тисо́вський  (псевдо Дрот; 9 серпня 1886, Львів — 29 березня 1968, Відень) — український галицький педагог, основоположник й організатор Пласту, доктор біологічних наук, дійсний член НТШ, вчитель природознавства Академічної гімназії, професор Українського Таємного Університету, Львівського Державного Університету ім. І. Франка та вищих аґрономічних курсів у Львові.

## Життєпис

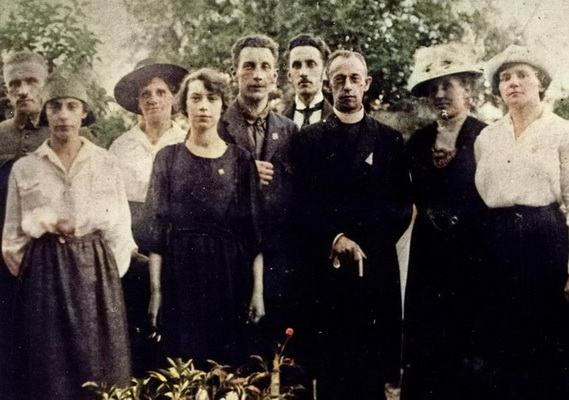
Крайова пластова рада 1919 рік. Олександр Тисовський п'ятий ліворуч

Команда Першого пластового куреня імені Петра Конашевича-Сагайдачного біля Академічної гімназії у Львові, 1921 рік. У центрі сидить Олександр Тисовський, ліворуч від нього Богдан Макарушка, праворуч – Ярема Весоловський. Стоять зліва направо: Володимир Лициняк, Богдан Окпиш, Остап Бартків, Юрій Студинський.

### Освіта
Освіту здобув у Львові: початкову — у 1892–1895 рр. у приватній 4-класній народній школі професора Вайгеля, середню — у 1895–1898 рр. у 2-й німецькій гімназії та у 1898–1904 рр. у Львівській академічній гімназії, яку закінчив із відзнакою. У 1904–1909 рр. навчався на філософському факультеті Львівського університету, де вивчав природознавство, математику та фізику. Спеціалізувався в зоології під проводом професора Юзефа Нусбавма-Гіляровича, під керівництвом якого захистив докторську працю «Zur Kenntuiβ des Gehörorganes und seiner Beziehünden zur Schwimmblase bei den Clupeiden (Extrait du Bulletin de l'Academie des sciencas de Cracovie. Janvier 1909)».
Диплом доктора філософії отримав 16 серпня 1910 р. Влітку 1912 р. відбув курс океанографії в музеї норвезького м. Бергена.

### Створення і розвиток Пласту. Педагогічні засади

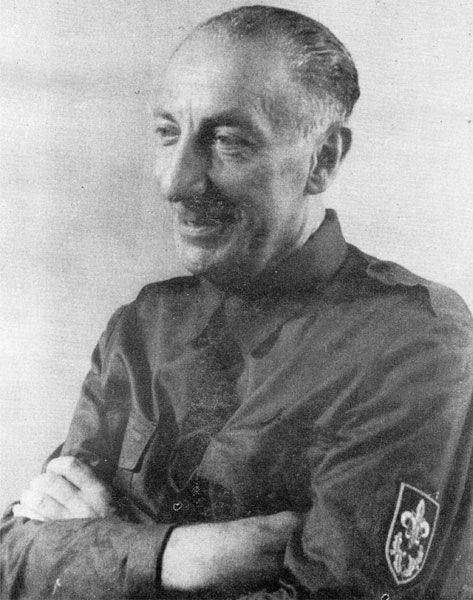
Співзасновник Пласту Олександр Тисовський

У 1911—1939 рр. викладав природознавство в Академічній гімназії Львова, де 1911 р. організовує пластовий гурток, з яким 12 квітня 1912 р. проводить першу Пластову присягу.
Вважаючи на те, що школа навчає, але не виховує, розробляє унікальну виховну систему, яка, хоч і подібна до системи світового скаутського руху, усе ж таки має декілька своїх відмінностей від більшості скаутських організацій світу. Основний принцип системи — через працю над собою до розвитку та гартувння свого характеру. Ключовим елементом у вихованні молоді, за Тисовським, є ігри та шляхетне змагання за найкраще виконання свого обов'язку. Головну увагу він покладав на самовиховання при допоміжній ролі виховника у Пласті.
У 1913 р. видає книжечку під назвою «Пласт», яка містить перші напрямні до розвитку українського пластового руху. Часи Першої світової війни утверджують у думці щодо необхідності розвитку Пласту. У цей час Тисовський складає слова Пластового Обіту, який 19 грудня 1916 р. уперше виголосила як присягу тодішня 1-ша чота пластового полку (тепер куреня) ім. Петра Конашевича-Сагайдачного у Львові на своїх перших чотових сходинах. З огляду на війну, що тривала, у вступі Обіту з'ясовано умови часу, серед яких пластова молодь складала присягу.
У 1918 р. Тисовського обрано головою відновленої Верховної Пластової Команди (ВПК). Цього ж року він бере активну участь у Листопадовому Чині у Львові. Від 1920 р., як дійсний член Наукового товариства ім. Шевченка, упродовж чотирьох років є професором в Українському Таємному Університеті у Львові. 1921 р. видає підручник «Життя в Пласті» — посібник, яким керуються тисячі українських пластунів всього світу.

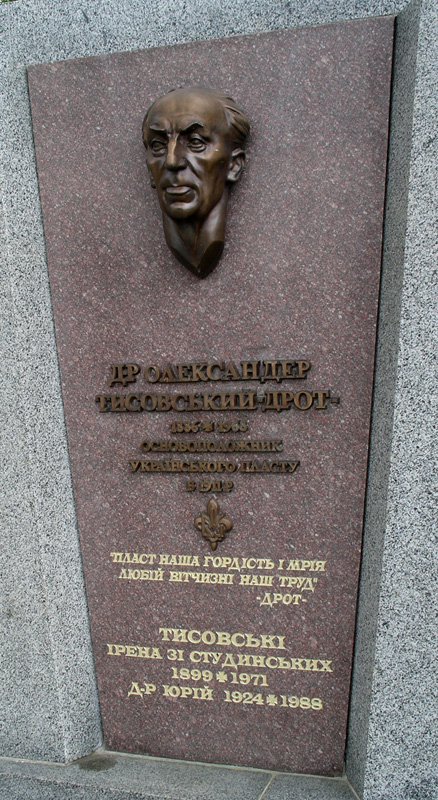
Могила Олександра Тисовського на Личаківському цвинтарі у Львові

Удруге обирається головою ВПК у 1924 р.. Після заборони «Пласту» у 1930 р. польською владою, активно працює у товаристві «Сокіл». У 1939 р. залишає викладання в Академічній Гімназії і стає професором Львівського Державного Університету ім. І. Франка, де працює до 1941 р..
У 1941–1943 рр. навчався на Вищих агрономічних курсах. У 1944 р., через наближення радянських військ до Львова, емігрує до Відня, де оселяється на постійно.
У 1961 р. видає другу редакцію свого підручника «Життя в Пласті».
Помер 29 березня 1968 р. і був похований у Відні.
Стараннями Юрія Ференцевича останки Олександра Тисовського, його дружини та сина були перевезені з Відня до Львова, де 24 серпня 2002 р. урочисто перепоховані в криптах «Стіни пам'яті» меморіалу вояків УГА-УПА на Личаківському цвинтарі.

## Праці
- Праці з зоології і ботаніки українською та німецькою мовами;
- «Пласт (скавтінґ для юнаків) в українських школах» (у звіті Академічної гімназії 1912 — 13);
- «Пласт» (1913);
- «Життя в Пласті» (1921; 2 доповнене вид. 1961, 3 — 1969);
- Статті на виховні теми (зокрема, у пластових часописах).

## Вшанування пам'яті
- Відомий діяч української діаспори у Великій Британії, адвокат Теодор-Тадей Данилів 1966 р. у Мюнхені видав книгу власного авторства «Основоположник Пласту: до 80-річчя професора доктора О. Тисовського»[2].
- Пласт вшановує свого засновника належним чином, і на честь засновника Пласту названий 61 пластовий курінь імені Олександра Тисовського.
- Названа вулиця в Калуші.
- У Львові на фасаді будинку по вул. Глібова, 15 встановлено меморіальну таблицю О. Тисовському.